# Crossosoma parviflora
Crossosoma parviflora là một loài thực vật có hoa trong họ Crossosomataceae. Loài này được B.L.Rob. & Fernald miêu tả khoa học đầu tiên năm 1895.